# 白吕纳

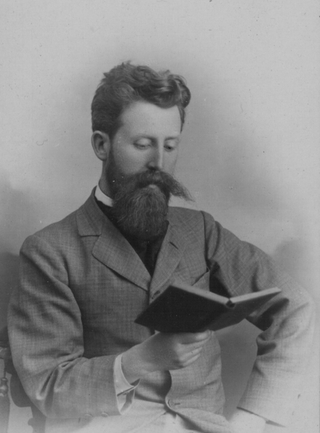
白吕纳

白吕纳（法語：Jean Brunhes，法語發音：[ʒɑ̃ bʁyn]，1869年10月25日—1930年8月25日）是一位法国人文地理学家。

## 生平
生于图卢兹。曾在巴黎高等师范学校学习，1892年取得历史学和地理学的教师资格。曾先后在瑞士弗里堡大学和洛桑大学任教，在洛桑大学任教时开办了世界上第一个人文地理学讲座。1912年～1930年任巴黎法兰西学院地理学教授。1927年当选法兰西人文院院士。逝世于布洛涅-比扬古。白吕纳师承维达尔·白兰士，阐扬人地相关论，为或然论的主要人物。认为自然影响人，人亦作用于自然，两者关系是相互的；强调心理因素，如人类对物质需要或欲望，是人地关系及其变化的媒介。在人文地理学的具体研究中，着重于部门研究。

## 著作
主要著作有《人地学原理》、《历史地理学》、《法国人文地理学》等。